# السياسة في طاجيكستان
تجري السياسة في طاجيكستان ضمن إطار نظام جمهوري رئاسي متعدد الأحزاب، يكون فيه الرئيس هو رئيس الدولة ورئيس الحكومة في الوقت نفسه. تُناط السلطة التشريعية بالسلطة التنفيذية ومجلسي البرلمان.

## الخلفية السياسية
أدى انقلاب أغسطس 1991 إلى اتّساع الصدع، إذ أُحبط النظام من المظاهرات اليومية أمام مجلس السوفيت الأعلى وتدهور سلطة الحكومة، فشرع يدعم الانقلابيين في موسكو. دافع قدر الدين أصلانوف -رئيس مجلس السوفيت الأعلى لطاجيكستان حينها- عن الوضع الراهن (السوفيتي) عندما اشتكى في تصريحه إلى أحد صحفيي إزفيستيا أن البلاد تغوص في الفوضى. وجسّد هذا التصريح شعور القيادة الجمهورية. أثار دعم الانقلابيين سخط النخبة المثقفة الحانقة مسبقًا. أغلقت حشود من المتظاهرين الطرق المجاورة لمبنى مجلس السوفيت الأعلى وأجبرت قهار محكموف على الاستقالة في 31 أغسطس 1991. نادى المتظاهرون -بتشجيع من الأحزاب المعارضة- بمطالب بعيدة المدى: حظر الحزب الشيوعي وتأميم أصوله واستقالة الحكومة بأكملها وحل المجلس التشريعي والشروع في انتخابات جديدة.
في أثناء هذه الاضطرابات، أعلنت طاجيكستان استقلالها عن الاتحاد السوفيتي في 9 سبتمبر 1991، وسرعان ما دخلت في حرب أهلية في الفترة 1992-1997 بين الحرس القديم والإسلاميين غير المنظمين مثل المعارضة الطاجيكية المتحدة. عكس المقاتلون والعصابات المسلحة الأخرى التي استشرت في ظل هذه الفوضى المدنية انهيار السلطة المركزية بدلًا من الولاء لإحدى الفصائل السياسية. وصلت الأعمال العدائية إلى ذروتها في الفترة بين 1992-1993. بحلول عام 1997، تفاوضت الحكومة الطاجيكية بقيادة كولاب المهيمنة مع المعارضة الطاجيكية المتحدة بنجاح على اتفاقية سلام لتقاسم السلطة ونفّذتاها بحلول عام 2000.
تعيد طاجيكستان بناء نفسها ببطء بحكومة متكاملة وتسمح بالوجود العسكري الروسي لحراسة حدودها مع أفغانستان وإنشاء الفرقة الروسية 201 للمشاة الآلية التي لم تغادر طاجيكستان أبدًا منذ استقلالها. ومع ذلك، معظم هذه القوات التي تقودها روسيا هم من ضباط الصف والجنود الطاجيك المحليين.
اعتُبرت الانتخابات الرئاسية والبرلمانية في طاجيكستان، في عامي 1999 و 2000 على التوالي، معيبة وغير عادلة ولكنها كانت سلمية. جسّد إدراج حزب إسلامي ملتزم بالحكومة العلمانية (حزب النهضة الإسلامية) والعديد من الأحزاب الأخرى في الانتخابات البرلمانية تحسنًا لصالح حق الشعب الطاجيكي في اختيار حكومته. تُعدّ طاجيكستان الدولة الوحيدة في آسيا الوسطى التي يمثَّل فيها حزب سياسي ذو انتماء ديني في البرلمان. أبقى الرئيس إمام علي رحمن بعض المسؤولين السابقين من المعارضة الطاجيكية المتحدة في مناصب وزارية رفيعة، مع أنه لم يعد ملزمًا -بموجب اتفاقات السلام- بتخصيص ثلث المناصب الحكومية للمعارضة الطاجيكية المتحدة. رغم انعدام الثقة بين الحكومة والمعارضة السابقة المُدرجة حديثًا، وجدتا في كثير من الأحيان طريقة للعمل معًا والتزمتا بحل خلافاتهما سلميًا.
قبل الإطاحة بحركة طالبان في عام 2001، نتجت عن الحرب الأهلية في أفغانستان آثار عابرة للحدود هدّدت بزعزعة استقرار السلام الهش في طاجيكستان. في صيف كل من عامي 1999 و 2000، استخدمت حركة أوزباكستان الإسلامية طاجيكستان نقطة انطلاق لحملة تمرد ضد حكومة أوزبكستان. في الوقت نفسه، هدّد تقدم طالبان في شمال أفغانستان بإغراق طاجيكستان بآلاف اللاجئين. استمرت المخدرات غير المشروعة في عبور طاجيكستان من أفغانستان في طريقها إلى الأسواق الروسية والأوروبية، مخلِّفةً جرائم عنيفة واسعة النطاق، وفسادًا، وارتفاعًا في عدد المصابين بفيروس نقص المناعة البشرية، واختلالات اقتصادية في أعقابها. خلال عام 2002، استقرت البلاد تدريجيًا، وخلا العام إلى حد كبير من عمليات الاغتيال وأعمال العنف التي يرتكبها أعضاء المعارضة غير المنظمة الذين اجتاحوا البلاد في السنوات السابقة.

## السلطة التنفيذية
الأقسام التالية تتضمن نصًّا من دراسات مكتبة الكونغرس للدول: الملف التعريفي لدولة طاجيكستان (يناير 2007)، وهو منشور لحكومة الولايات المتحدة ذو ملكية عامة.
شاغلو المناصب الرئيسية
| المنصب       | الاسم          | الحزب                                | تاريخ شغل المنصب |
| الرئيس       | إمام علي رحمن  | الحزب الديمقراطي الشعبي في طاجيكستان | 16 نوفمبر 1994   |
| رئيس الوزراء | قاهر رسول‌ زاده | الحزب الديمقراطي الشعبي في طاجيكستان | 23 نوفمبر 2013   |

يُنتخب الرئيس انتخابًا مباشرًا، وهو رئيس الدولة ورئيس الحكومة. يعيِّن رئيسُ الجمهورية رئيسَ الوزراء وجميع أعضاء الحكومة دون الحاجة إلى موافقة البرلمان، وعلى هذا فإن طاجيكستان جمهورية رئاسية. أجرت طاجيكستان استفتاءً على الدستور في 22 يونيو 2003، ووضع دستور 2003 -من ضمن تعديلات أخرى- حدًّا أقصى لانتخاب الرئيس لولايتين رئاسيتين فقط مدة كل منهما سبع سنوات. بموجب دستور 2003، يُعدّ انتخاب إمام علي رحمن لمنصب الرئيس في عام 2006 الولاية الأولى له واستمرت 7 سنوات، ثم أُعيد انتخابه لولاية ثانية في عام 2013، وبقي في منصبه حتى عام 2020. نال رحمن لقب «زعيم الأمة» وعليه فإنه يُستثنى من قيود عدد الولايات الرئاسية. يمنحه هذا اللقب وعائلته أيضًا حصانة قانونية.
في هذا البلد المقسَّم جغرافيًا، يشغل تقليديًا شخص من الشمال المنصب الشرفي لرئيس الوزراء لتحقيق التوازن اسميًا مع الرئيس إمام علي رحمن المنتمي إلى الجنوب. في عام 2004، هيمن الحزب الحاكم على السلطة التنفيذية بشكل أكبر، إذ تركت التعيينات التي أجراها رحمن للمعارضة 5% فقط من المناصب الحكومية الرئيسية. جاء هذا الحدث بعد انقضاء ضمان السلام لعام 1997 الذي نصّ أن المعارضة الطاجيكية المتحدة تشغل ما لا يقل عن 30% من المناصب الحكومية العليا. قبل انتخابات عام 2006، ضمّ مجلس الوزراء الذي ينفذ قرارات الرئيس نائبين لرئيس الوزراء وتسعة عشر وزيرًا وتسعة رؤساء لجان وعدة أعضاء بحكم مناصبهم. بعد الانتخابات، ألغى رحمن عشر وزارات وخمس لجان حكومية وأعاد تعيين عقيل عقيلوف رئيسًا للوزراء. يُقال إن رحمن استحوذ على نفوذ كبير غير رسمي بالمحسوبيات.

## السلطة التشريعية
يضم المجلس الأعلى المكون من مجلسين: مجلس النواب المكون من 63 مقعدًا والذي يجتمع على مدار العام (من نوفمبر حتى نهاية يونيو)، والمجلس الوطني المكون من 33 مقعدًا والذي يجتمع مرتين على الأقل في السنة. أُدرجت الهيئة التشريعية المكونة من مجلسين في دستور سبتمبر 1999 وقبل ذلك كان لطاجيكستان هيئة تشريعية بمجلس واحد.
يتم اختيار أعضاء مجلس النواب بالانتخاب الشعبي المباشر لولاية مدتها خمس سنوات. من بين أعضاء مجلس النواب الثلاثة والستين، ينتخب الحزب 22 عضوًا بما يتناسب مع عدد الأصوات التي يحصدها كل حزبٍ يحصل على 5% على الأقل من إجمالي الأصوات، بينما يُنتخب الأعضاء الباقون من الدوائر الانتخابية ذات العضو الواحد.
في المجلس الوطني، يتم اختيار ثلاثة أرباع الأعضاء من قبل نواب المجالس النيابية المحلية في التقسيمات الإدارية الرئيسية الأربعة في البلاد وفي المدن التابعة مباشرة للحكومة المركزية؛ يحق لكل من هذه الولايات القضائية دون الوطنية التمثيل المتساوي. يعيّن الرئيس الأعضاء الباقين مباشرة.
ظلّ الحزب الديمقراطي الشعبي الموالي للحكومة مسيطرًا على مجلسي البرلمان بعد انتخابات عام 2005؛ إذ حصل على 52 مقعدًا من أصل 63 مقعدًا في مجلس النواب. في عام 2006، شاركت 11 امرأة في مجلس النواب وخمس نساء في المجلس الوطني. اصطدمت فصائل المعارضة في المجلس الأعلى مع الأعضاء الموالين للحكومة بشأن بعض القضايا.